# Parastenomordella
Parastenomordella là một chi bọ cánh cứng trong họ Mordellidae.
Chi này được miêu tả khoa học năm 1950 bởi Ermisch.

## Các loài
Chi này gồm các loài:
- Parastenomordella ensifera Franciscolo, 1989
- Parastenomordella flavolongevittata Ermisch, 1950